# Distrito de Chupaca

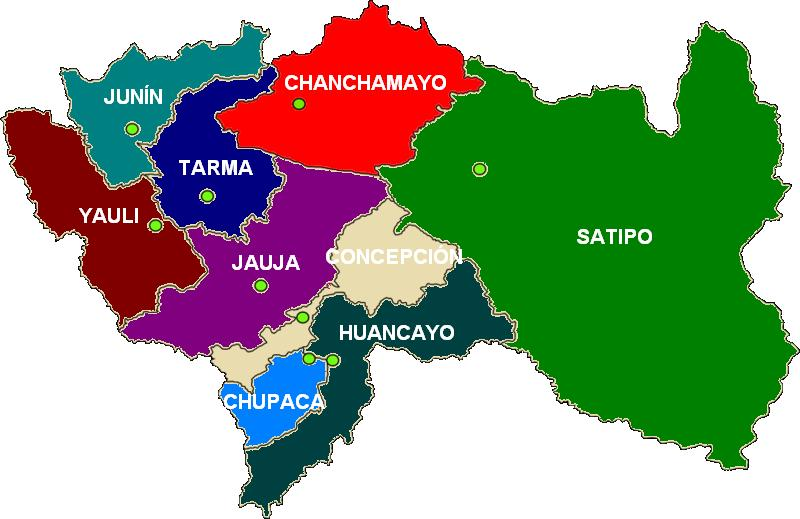
Provincia del Departamento de Junín

El  Distrito peruano de Chupaca es una de los nueve distritos que conforman la Provincia de Chupaca, en el Departamento de Junín, bajo la administración del Gobierno regional de Junín. 
Dentro de la división eclesiástica de la Iglesia Católica del Perú, pertenece a la Arquidiócesis de Huancayo

## Historia
Aproximadamente entre los años 7000 y 5000 antes de Cristo, se asentaron en suelo chupaquino, grupos humanos de cazadores y recolectores, que habitaron los abrigos rocosos de Acuripay. En los años 6000 antes de Cristo, surgen las primeras aldeas de agricultores en Paccha, Acla Hausi y Willka Ulo. 
El 12 de noviembre de 1823 es reconocido como distrito.[cita requerida]

## Geografía
Abarca una superficie de 21,91 km².

## Capital
Su capital es la Ciudad Heroica de Chupaca que está ubicada a 3275 m s. n. m. A 297 km de la capital del Perú, Lima, y a 22 km de la provincia de Huancayo.

## Población
El distrito está integrado por comunidades campesinas.

## Autoridades

### Municipales
- 2019 - 2022[2]
  - Alcalde: Marco Antonio Mendoza Ortiz, del Movimiento Político Regional Perú Libre.
  - Regidores:

  1. Teodoro Galván Tácunan (Movimiento Político Regional Perú Libre)
  2. Lyli Bertha Rojas Santiago (Movimiento Político Regional Perú Libre)
  3. Jesús Castillo Aliaga (Movimiento Político Regional Perú Libre)
  4. Marco Esteban García Ártica (Movimiento Político Regional Perú Libre)
  5. Pompeyo Teodoro Molina Salgueran (Movimiento Político Regional Perú Libre)
  6. Luis Alex Aliaga Rojas (Movimiento Político Regional Perú Libre)
  7. Edwin Max Canchanya Bastidas (Alianza para el Progreso)
  8. Walter Mario Meza Lazo (Perú Patria Segura)
  9. Carlos Fredy Aliaga Ochoa (Movimiento Regional Sierra y Selva Contigo Junín)

### Policiales
- Comisaría de Chupaca
  - Comisario: Cmdte. PNP. Manuel Chuquipul.

## Festividades
- Mayo: Fiesta de las cruces
- Junio: San Juan Bautista
- Julio: Santiago